# 魔界の女王フィービー
「魔界の女王フィービー」（原題： Long Live the Queen）は、『チャームド〜魔女3姉妹〜』の第86話。
2002年5月2日に本国で放映された。

## ストーリー
上級悪魔になってしまったフィービーは、コールとともに地獄での生活を楽しんでいた。
しかしコールの手下たちは、フィービーの尻に敷かれるコールに対し「魔王としての資質があるのか」と疑問を抱く。
自分が悪であることを証明するため、コールはパイパーとペイジを罠にかけ、ある男を始末する。
フィービーは他の姉妹とともに、コールを退治することを決断する。

## 影の経典
魔王を葬る呪文
プルーデンス ペネロピ パトリシア メリンダ アストリット ヘレナ ローラ グレイス ハリウェルの魔女よ共に立て この悪魔を時空から追放したまえ

## キャスト
- アリッサ・ミラノ（フィービー・ハリウェル/岡本易代）
- ホリー・マリー・コームズ（パイパー・ハリウェル/冬馬由美）
- ローズ・マッゴーワン（ペイジ・マシューズ/平澤由実）
- ブライアン・クラウス（レオ・ワイアット /家中宏）
- ドリアン・グレゴリー（ダリル・モリス /山野井仁）
- ジュリアン・マクマホン（コール・ターナー/横島亘）
- デビ・モーガン（物見/津田匠子）